# Ab Klink

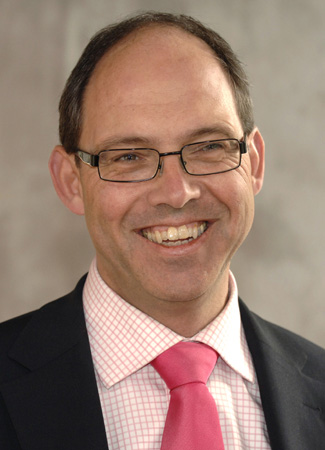
Ab Klink

Abraham (Ab) Klink (* 2. November 1958 in Stellendam) ist ein niederländischer Politiker der Partei Christen-Democratisch Appèl (CDA).

## Leben
Klink studierte Soziologie und Rechtswissenschaften von 1978 bis 1984 an der Erasmus-Universität Rotterdam und der Universität Leiden. Nach seinem Studium war Klink von 1984 bis 1992 am Wetenschappelijk Instituut (deutsch: „Wissenschaftliches Institut“) für die CDA beschäftigt und danach am niederländischen Justizministerium von 1992 bis 1999 angestellt.
Von 2003 bis 2007 war Klink Mitglied der Ersten Kammer der Generalstaaten und in 2010 einige Monate Mitglied der Zweiten Kammer der Generalstaaten. Klink war vom 22. Februar 2007 bis den 14. Oktober 2010 Minister für Gesundheit, Wohlfahrt und Sport im Kabinett Balkenende IV.
Ab Klink ist verheiratet und lebt in Capelle aan den IJssel. 1990 wurde ihm das Ritterkreuz und 2010 das Offizierskreuz vom Orden von Oranien-Nassau verliehen.